# 100 років з часу утворення Національної заслуженої академічної капели України «Думка» (монета)
«100 ро́ків з ча́су утво́рення Націона́льної заслу́женої академі́чної капе́ли Украї́ни „Ду́мка“» — ювілейна монета номіналом 5 гривень, випущена Національним банком України, присвячена колективу, який сформував хорові традиції, власний виконавський стиль та репрезентує українське вокально-хорове мистецтво під час численних гастрольних турів. Створена у 1919 році як Державна українська мандрівна капела (від початкових літер і походить назва), вона формує унікальний слов'янський варіант інтерпретації західноєвропейської класики, наповнений ліризму, краси тембрів, динамізму палітри. Нині репертуар капели складається з музики для хорів a cappella (обробки народних пісень, західноєвропейська музика), вокально-симфонічної музики (Й. Бах, Л. Бетховен, Дж. Верді), а також творів сучасних українських композиторів (Є. Станкович, В. Сильвестров, Л. Дичко, М. Скорик).
Монету введено в обіг 5 листопада 2019 року. Вона належить до серії «Інші монети».

## Опис монети та характеристики
| Номінал грн. | Метал      | Маса, г | Діаметр, мм | Якість виготовлення       | Гурт     | Тираж, штук |
| ------------ | ---------- | ------- | ----------- | ------------------------- | -------- | ----------- |
| 5            | нейзильбер | 16,54   | 35,0        | спеціальний анциркулейтед | рифлений | 40 000      |

### Аверс
На аверсі монети розміщено: малий Державний Герб України, праворуч від якого напис УКРАЇНА; стилізовану композицію: на дзеркальному тлі — квітки соняшнику, одна з яких кольорова (використано тамподрук), між якими камертон та напис 100/РОКІВ, кольоровий логотип Національної заслуженої академічної капели України «Думка» (використано тамподрук), під яким номінал та рік карбування — 5 ГРИВЕНЬ/2019, написи півколом: НАЦІОНАЛЬНА ЗАСЛУЖЕНА АКАДЕМІЧНА КАПЕЛА УКРАЇНИ; логотип Банкнотно-монетного двору Національного банку України (праворуч).

### Реверс
На реверсі монети розміщено: ліворуч — на матовому тлі нотний аркуш зі скрипковим ключем та написом угорі 1919/2019; на дзеркальному тлі — постаті виконавців, угорі та внизу — квітки соняшнику.

## Автори

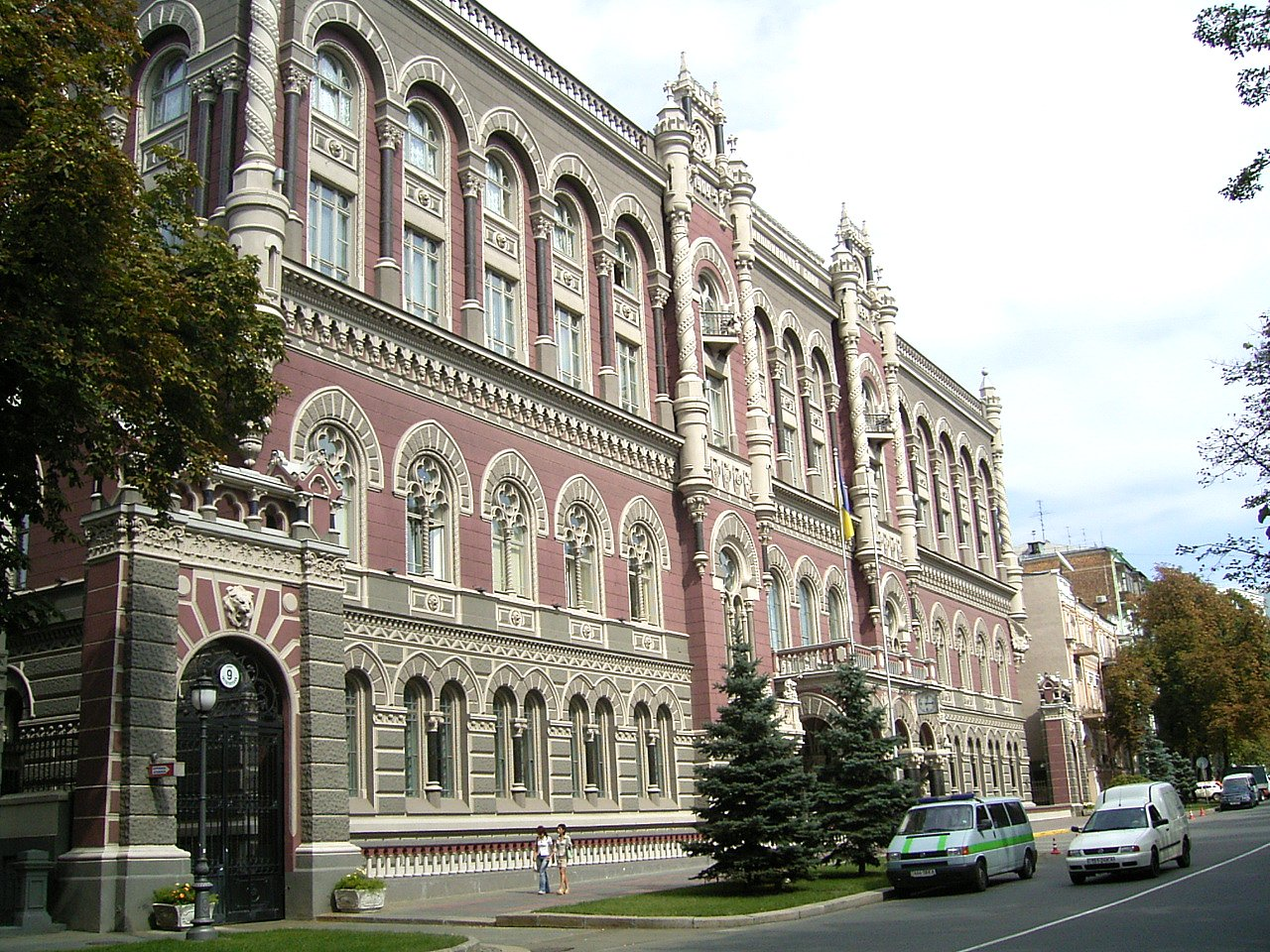
Будівля Національного банку України

- Художники: Марія Скоблікова, Олександр Кузьмін.
- Скульптори: Володимир Атаманчук, Святослав Іваненко.

## Вартість монети
Під час введення монети в обіг 2019 року, Національний банк України реалізовував монету за ціною 61 гривня.
Приблизна вартість монети, з роками змінювалася так:
| Рік       | 2020 | 2021 | 2022 | 2023 | 2024 | 2025 |
| --------- | ---- | ---- | ---- | ---- | ---- | ---- |
| Ціна, грн | 65   | 65   | 65   | 110  | 150  | 180  |